# おむたつ
おむたつ（1997年4月2日 - ）は、日本の漫画家、イラストレーター。女性。たついこと名義でも活動している。SNSの漫画アカウントの名義はおむたついこと。

## 来歴
大阪成蹊大学芸術学部造形芸術学科マンガ・デジタルアートコース出身。音楽ユニットであるツユにイラストおよびデザイン担当として所属していたが、脱退した。
2016年、『comico』にて『てるてるポーズ』の連載を開始。2019年から2020年まで、『月刊Gファンタジー』（スクウェア・エニックス）にて、『SCARS』を連載。
2023年6月14日、Myukの楽曲「愛の唄」のミュージック・ビデオにイラストを提供した。2023年度の冬に、ひろはこ連携推進実行委員会による弘前市と函館市の観光を盛り上げるプロジェクトに雪ミクのイラストを提供している。

## 作風
10代の少女を描くことが多い。

## 作品リスト

### 漫画作品

#### 連載
- てるてるポーズ（『comico』2016年10月25日[7] - ）
- SCARS（『月刊Gファンタジー』2019年11月号[9] - 2020年12月号[10]、スクウェア・エニックス、全3巻） - たついこと名義[1]。
- お仕えシンデレラ（『マンガUP!』、スクウェア・エニックス、全2巻） - たついこと名義。

#### 読み切り
- タイトル不明（原作：DECO*27、『MANNEQUIN feat. 初音ミク コミックアンソロジー』、2022年[14]） - DECO*27のアルバム『MANNEQUIN』アンソロジー寄稿作品[14]。
- love puppet（『少年ジャンプ+』2023年10月13日[15]） - おむたついこと名義[15]

### ライトノベル
- 僕が恋した、一瞬をきらめく君に。（イラスト、2021年1月28日、スターツ出版、ISBN 978-4813710417）
- 超探偵事件簿 レインコード オレ様ちゃんはお嫁さん!?（イラスト、2023年8月19日）
- 泥の分際で私だけの大切を奪おうだなんて（キャラクター原案）

### イラスト
- ゲーム『プロジェクトセカイ カラフルステージ! feat. 初音ミク』 - イラスト[3]
- まらしぃカバーアルバム『V.I.P X marasy plays Vocaloid Instrumental on Piano』（2021年7月28日） - ジャケット[16]
- DECO*27「アニマル」 - MV[17]
- DECO*27「ゾンビ feat. 初音ミク」（2022年7月29日） - MV、配信ジャケット[18]
- DECO*27「Journey」（2022年9月） - MV[19]
- DECO*27×ピノキオピー「デビルじゃないもん」（2023年1月） - MV[17]
- DECO*27「ラビットホール」（2023年5月19日） - MV[20]
- DECO*27「テレパシ」（2025年2月22日）- MV
- Myuk「愛の唄」（2023年6月14日） - MV[11]
- 前田佳織里「ゆめガール」（2024年11月29日）- 配信シングルジャケットイラスト[21]

### その他
- 『RWBY OFFICIAL MANGA ANTHOLOGY Vol.1 Red Like Roses』（2017年5月） - 参加[22]
- 『RWBY OFFICIAL MANGA ANTHOLOGY Vol.2 Mirror Mirror』（2017年6月） - 参加[23]
- 初音ミクイラスト（セガ、2023年4月） - フィギュア化[24]。
- 映画『数分間のエールを』クリエイターリレー企画（2024年5月） - イラスト寄稿[25]